# Kabsa
Il kabsa (in arabo كبسة‎?, traslitterato al khabsa, khabsa e kapsa)  o machbūs (in arabo مكبوس‎?) è un piatto saudita.

## Preparazione
Esistono numerose ricette per preparare il kabsa, e in molte di esse il pollo viene cotto separatamente dal riso (di solito basmati), o rimosso dal soffritto per poi essere rosolato nel forno. Un'antica ricetta consiste nel cuocere la carne alla brace nel mandi: una buca coperta.
In genere, il piatto viene preparato cuocendo il pollo su un soffritto a base di cipolle, olio o burro chiarificato ed eventualmente saltato. Il piatto può quindi venire insaporito con pomodori, acqua o brodo. Infine, il kabsa viene speziato con cumino, cardamomo, pepe, cannella, zafferano, pimento, chiodi di garofano e limetta. Quando il riso viene cotto, vengono aggiunte l'uvetta e le mandorle fritte o tostate.
Il kabsa può essere servito con il biryani o mescolato con i cetrioli.